# Бабель фон Фронсберг, Франц
Франц Бабель фон Фронсберг (нем. Franz Babel von Fronsberg, пол. Franciszek Babel de Fronsberg; 8 октября (по другим данным 3 октября) 1773, Яворник — 13 апреля 1841, Львов) — австрийский врач и педагог, профессор, руководитель кафедры патологии и терапии (1808—1841), ректор Львовского университета в 1814—1815 и 1839—1840 годах. Доктор медицины.

## Биография
Родился в г. Яворник (Чехия). Окончил философский и медицинский факультеты Львовского университета (1795).
Работал врачом (1795—1824), директором (1824—1834) и главным врачом (1834—1841) Львовского общего госпиталя. Преподаватель (1805—1808), профессор, руководитель кафедры патологии и терапии (1808—1841), ректор (1814—1815, 1839—1840) Львовского университета.
Основатель-организатор музея Львовского общего госпиталя. Имел обширную частную практику и славу одного из лучших врачей Галичины своего времени.
Во Львовском университете преподавал предметы о внутренних болезнях. Опубликовал труд о туберкулезе лёгких (лат. Phtisis pulmonalis).
Отцу Франтишека Бабеля фон Фронсберга — Флориану Бабелю фон Фронсбергу (который был судьёй и финансовым адъюнктом во времена императора Франца II) — 21 сентября 1793 года был предоставлен дворянский титул и герб Бабель.